# Stuguns socken
Stuguns socken i Jämtland ingår sedan 1974 i Ragunda kommun och motsvarar från 2016 Stuguns distrikt.
Socknens areal är 809,40 kvadratkilometer, varav 756,50 land. År 2000 fanns här 1 531 invånare. Kyrkbyn Stugun med sockenkyrkorna Stuguns gamla kyrka och Stuguns nya kyrka ligger i socknen. 

## Administrativ historik
Stuguns socken bildades 1589 genom en utbrytning ur Ragunda socken.
Vid kommunreformen 1862 överfördes ansvaret för de kyrkliga frågorna till Stuguns församling och för de borgerliga frågorna till Stuguns landskommun. Landskommunen utökades 1952 och uppgick 1974 i Ragunda kommun.
1 januari 2016 inrättades distriktet Stugun, med samma omfattning som församlingen hade 1999/2000.
Socknen har tillhört fögderier, tingslag och domsagor enligt vad som beskrivs i artikeln Jämtland. De indelta soldaterna tillhörde Jämtlands fältjägarregemente och Jämtlands hästjägarkår.

## Geografi
Stuguns socken ligger kring Indalsälven och väster om Gesunden. Socknen har smal odlingsbygd utmed vattendragen och är i övrigt en kuperad skogs- och bergsbygd.

### Geografisk avgränsning
Stuguns socken avgränsas i öster av Ragunda socken. I söder ligger Håsjö socken, i sydväst Sundsjö socken (båda i Bräcke kommun) och i väster Lits socken i Östersunds kommun. Längst i norr gränsar socknen på en sträcka av cirka 2 km mot Hammerdals socken i Strömsunds kommun. I nordost ligger Borgvattnets socken.
Större byar i norr är Öravattnet samt Mårdsjö. Längre mot väster ligger Brynjegård.
Söder om Indalsälven ligger i väster Midskogs kraftstation samt Näverede. Söder om Gesunden ligger byarna Bomsund, Höglunda och Borglunda.

## Fornlämningar
Men har funnit cirka 50 boplatser från stenåldern. Vidare finns gravar från järnåldern samt omkring 300 fångstgropar.

## Namnet
Namnet (1300-talets början Stuwnæ Syälawstuw) innehåller själastuga, 'härbärge' och avsåg den som ärkebiskopen omkring 1280 lät uppföra på Ragundaskogen för att tjäna pilgrimer på väg mot Nidaros (Trondheim).

## Befolkningsutveckling
| Befolkningsutvecklingen i Stuguns socken 1750–1990                                                       | Befolkningsutvecklingen i Stuguns socken 1750–1990 | Befolkningsutvecklingen i Stuguns socken 1750–1990 | Befolkningsutvecklingen i Stuguns socken 1750–1990 | Befolkningsutvecklingen i Stuguns socken 1750–1990 |
| --- | -------------------------------------------------- | -------------------------------------------------- | -------------------------------------------------- | -------------------------------------------------- |
| |                                                    |                                                    |                                                    |                                                    |
| År |                                                    |                                                    | Folkmängd                                          |                                                    |
| 1750 | 1750                                               |                                                    | 203                                                |                                                    |
| 1760 | 1760                                               |                                                    | 76                                                 |                                                    |
| 1769 | 1769                                               |                                                    | 120                                                |                                                    |
| 1810 | 1810                                               |                                                    | 382                                                |                                                    |
| 1820 | 1820                                               |                                                    | 443                                                |                                                    |
| 1830 | 1830                                               |                                                    | 513                                                |                                                    |
| 1840 | 1840                                               |                                                    | 611                                                |                                                    |
| 1850 | 1850                                               |                                                    | 726                                                |                                                    |
| 1860 | 1860                                               |                                                    | 953                                                |                                                    |
| 1870 | 1870                                               |                                                    | 1 275                                              |                                                    |
| 1880 | 1880                                               |                                                    | 1 749                                              |                                                    |
| 1890 | 1890                                               |                                                    | 2 321                                              |                                                    |
| 1900 | 1900                                               |                                                    | 2 542                                              |                                                    |
| 1910 | 1910                                               |                                                    | 2 513                                              |                                                    |
| 1920 | 1920                                               |                                                    | 2 538                                              |                                                    |
| 1930 | 1930                                               |                                                    | 2 495                                              |                                                    |
| 1940 | 1940                                               |                                                    | 2 366                                              |                                                    |
| 1950 | 1950                                               |                                                    | 2 502                                              |                                                    |
| 1960 | 1960                                               |                                                    | 2 546                                              |                                                    |
| 1970 | 1970                                               |                                                    | 1 968                                              |                                                    |
| 1980 | 1980                                               |                                                    | 1 826                                              |                                                    |
| 1990 | 1990                                               |                                                    | 1 636                                              |                                                    |
| Anm: Källor: Umeå universitet - Tabellverket 1749-1859, Demografiska databasen, CEDAR, Umeå universitet. |                                                    |                                                    |                                                    |                                                    |

## Kända personer med anknytning till bygden
- Gjurd Bodakarl
- Per-Martin Hamberg
- Maritza Horn
- Jon Jefferson Klingberg
- Pål Persson
- Bo Utas